# جنیفر مایا
جنیفر مایا (انگلیسی: Jennifer Maia؛ زادهٔ ۶ اکتبر ۱۹۸۸) ورزشکار هنرهای رزمی ترکیبی اهل برزیل است. وی از سال ۲۰۰۹ میلادی تاکنون مشغول فعالیت بوده‌است.